# Godefroy Calès
Pour les articles homonymes, voir Calès.
Jean Marie Noël Godefroy Calès, né le 21 mars 1799 à Saint-Denis et mort le 25 juillet 1868 à Villefranche-de-Lauragais, est un médecin et homme politique français.

## Biographie
Godefroy Calès naît le 21 mars 1799 à Saint-Denis dans une famille du sud-ouest de la France de tradition républicaine. Son père, Jean Calès (né à Caraman le 8 novembre 1764, décédé à Mazamet le 11 octobre 1840 et marié à Marianne Louise Victorine Fournier, décédée le 9 février 1744 à Villefranche-de-Lauragais), est un médecin et un administrateur de la Haute-Garonne entre 1793 et 1794. Il est nommé plus tard, en 1799, médecin en chef de l’hôpital militaire de Saint-Denis (appelé alors hôpital militaire de Franciade) qui est placé à la révolution au sein de l'Abbatiale de Saint-Denis, où naît son fils Godefroy. Jean Calès remplit ensuite, de 1800 à 1804, les fonctions d'inspecteur-général des hôpitaux militaires. Il était le frère cadet de Jean-Marie Calès (1757-1834), également médecin et député de la Haute-Garonne à la Convention Nationale et au Conseil des Cinq-Cents et le frère aîné de Jean-Chrysostôme Calès (1769-1853), colonel de la Grande-Armée, baron d'Empire et député à la Chambre des représentants. Leurs parents (les grands-parents de Godefroy), Jean Calès, échevin de Caraman, et Jeanne Rochas, étaient eux des propriétaires terriens de la région du Lauragais, près de Toulouse, issus de vieilles familles protestantes enracinées dans la région et converties au catholicisme après la révocation de l'édit de Nantes par le roi Louis XIV en 1685.

Le frère cadet de Godefroy, Louis Denis Godefroy (né en novembre 1800 à Etain dans la Meuse), étudiant en médecine à Toulouse en 1821, puis professeur à Castres, se présente à la faculté de théologie protestante de Montauban créée en 1808 par décret impérial de Napoléon Ier. Le consistoire protestant le nomme ensuite, le 20 avril 1832, pasteur à Viane dans le Tarn, où il officie jusqu'en juin 1874.

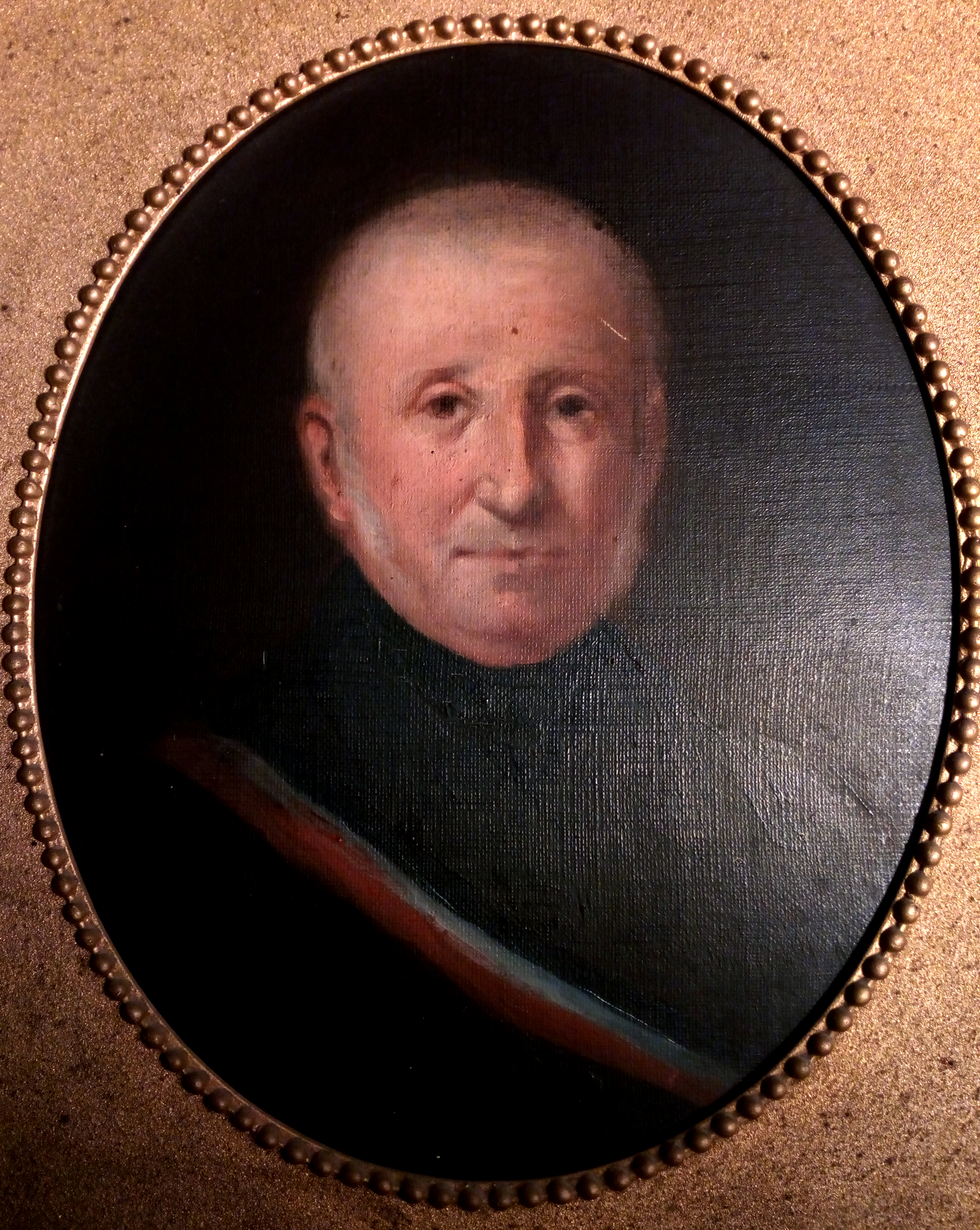
Godefroy Calès (huile sur toile, auteur et date inconnus, collection privée)

Fidèle aux traditions de sa famille, Godefroy Calès suit à Montpellier les cours de la faculté de médecine et est reçu docteur en 1822. Établi à Villefranche-de-Lauragais, où il acquiert de bonne heure une certaine influence politique dans les milieux républicains, Calès est nommé, après la révolution de 1830, commandant de la garde nationale ; mais voyant que le gouvernement s'engage dans une voie qui n’est pas la sienne, il donne sa démission. Godefroy reste proche en effet, intellectuellement et politiquement, de son oncle Jean-Marie qui se trouve à Liège, car condamné à l'exil par les Bourbons comme régicide lors de la restauration. Une lettre de l'ancien conventionnel et député au conseil des Cinq-cents, adressée en 1833 depuis Liège à son neveu Godefroy, témoigne explicitement de la proximité de leurs convictions républicaines. Resté cependant membre du conseil municipal de Villefranche, Godefroy y proclame la république lors de la révolution de février 1848 et prend en main l'administration de la ville.

### Un médecin précurseur des études sur la pellagre
Le docteur Calès est l’un des premiers médecins qui identifient la pellagre en France, et ce dès 1822, dans le Lauragais, aux côtés des docteurs Jean Hameau (Landes) et Roussilhe (Aude). Cette maladie, devenue rare de nos jours dans les pays développés, est principalement due à la malnutrition et se manifeste par des dermatites, diarrhées et, dans les cas les plus graves, par des démences. En absence de traitement, l'issue est la mort. Elle atteint les populations pauvres dont l'alimentation contient peu de tryptophane et de Vitamine B3 (Niacine, Vitamine PP), comme dans le cas des régimes à base de maïs non nixtamalisé.
Les observations et travaux de Godefroy Calès réalisés à Villefranche-de-Lauragais servent de fondation aux travaux ultérieurs du médecin, philanthrope et homme politique Théophile Roussel (de l’académie de médecine) qui contribuera à faire connaître la maladie en France, par la publication en 1845 de son De la pellagre, mais surtout par la deuxième édition augmentée du Traité de la pellagre et des pseudo-pellagres publié en 1866. L'importance des travaux de Roussel se trouve également dans l'action continue du philanthrope auprès des autorités sanitaires afin d'éradiquer la pellagre.
Ainsi, Théophile Roussel entreprend un voyage d'études dans le Sud-Ouest dès 1847 et rend visite au Dr Calès à Villefranche pour mieux comprendre ce terrible fléau. Il reconnait à Calès la justesse de ses observations sur les liens de la maladie avec la malnutrition, la misère et le dénuement, ainsi qu’avec la culture du maïs dans la région. Il voit également en Calès un précurseur des approches sanitaires face à l’impuissance des agents thérapeutiques, :

« Je me bornerai à reproduire à cet égard une page que m'écrivait M. Calès en 1845. Après l'aveu catégorique d'impuissance [des agents thérapeutiques] qu'on a vu formulé plus haut en termes si expressifs : « Je ne prétends pas, disait l'honorable médecin de Villefranche, que les agents thérapeutiques n'aient aucune action ; mais, forcés d'accepter nos malades avec leur misère, nous faisons l'aveu de nos insuccès. Je n'ai obtenu de résultats satisfaisants que chez ceux qui ont pu se placer sous l'influence d'une meilleure hygiène. »

— Théophile Roussel
Cette sensibilité aux conditions de vie des nécessiteux sous-tendra l'action politique future de Godefroy Calès et son engagement à se présenter aux élections législatives du 23 avril 1848.

### Un député républicain quarantuitard montagnard

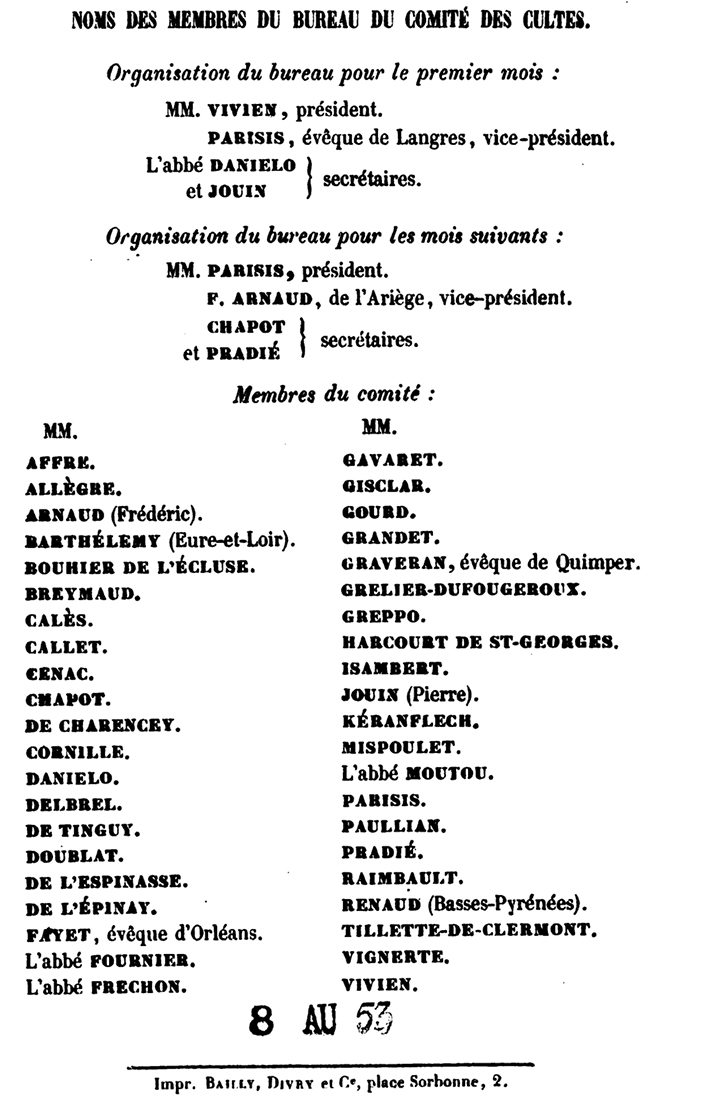
Liste des membres du Bureau du Comité des Cultes (1849)

Militant républicain avancé, très populaire dans son département, Godefroy Calès est élu, le 23 avril 1848, représentant du peuple de la Haute-Garonne à l'Assemblée Nationale Constituante. Cette assemblée se met en place à la suite de la révolution de février 1848 et du renversement du roi Louis-Philippe. Ces élections sont les premières organisées au suffrage universel depuis 1792.
Calès siège tout d'abord, jusqu'au 26 mai 1849, au « Comité des Cultes », comité parlementaire de 42 membres chargé d'examiner la question d'une possible révision du concordat conclu en 1801 par Bonaparte avec l’Église catholique, ainsi que la question d'un projet de séparation complète entre l’Église et l’État. La majorité des membres du comité, tout comme une grande partie des Français, ne voulant pas réitérer les excès de la révolution de 1789 en matière religieuse, et profitant du climat de relative concorde qui régnait lors la révolution de 1848, croient à la nécessité et à la possibilité d’une entente entre Rome et la république et souhaitent voir s’ouvrir des négociations entre Paris et le Saint-Siège afin de donner de nouvelles bases, plus libérales, au concordat. Ils ne souhaitent pas, en revanche, voir le concordat abrogé unilatéralement. Ils repoussent également l’idée d’une séparation complète entre l’Église et l’État.
À l'assemblée, Calès siège au sein du groupe d'extrême-gauche de la « montagne », tout comme son oncle Jean-Marie Calès, un demi-siècle auparavant à la Convention nationale. Ce groupe, en 1848, est mené par Alexandre Ledru-Rollin et regroupe soixante-six députés tels que Pierre-Joseph Proudhon, Pierre Leroux, Victor Schœlcher ou Félicité Robert de Lamennais, précurseurs du socialisme dans l'histoire. Calès tente de défendre les acquis politiques et certains acquis sociaux de la révolution de février 1848 contre les attaques du parti de l'Ordre (groupe politique formé par les monarchistes et les conservateurs emmené par des personnalités telles qu'Adolphe Thiers, Francois Guizot, Odilon Barrot, ou Alexis de Tocqueville) et des républicains modérés, majoritaires à l'assemblée. Calès s'oppose ainsi violemment à la politique réactionnaire de l'assemblée, et vote constamment avec la gauche montagnarde et souvent avec l'extrême gauche indépendante qui lui était associée (notamment avec des députés tels qu'Étienne Arago, Victor Considerant et Edgar Quinet).

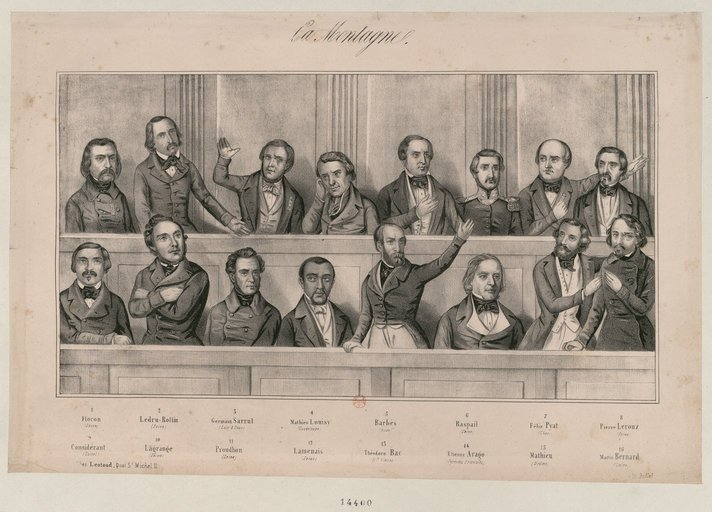
Portrait collectif de 16 Représentants de la Montagne à leurs bancs de l'Assemblée sur 2 rangs (Estampe de Buffet publiée dans la revue La Montagne. D'en haut à gauche vers la droite : Considerant, Lagrange, Proudhon, Lammenais, Bac, Arago, de la Drôme, Bernard. D'en bas à gauche vers la droite : Flocon, Ledru Rollin, Sarrut, Mathieu, Barbès, Raspail, Pyat, Leroux)

Il entretient une relation d'amitié avec ce dernier (Quinet l'écrivain, philosophe, poète, historien, professeur au Collège de France et homme politique républicain), relation qui se poursuit par la suite avec son fils Jean Jules Godefroy Calès. Edgar Quinet et son épouse, Hermione Ghikère Asaky, viennent fréquemment rendre visite aux Calès dans la maison familiale de Villefranche-de-Lauragais et entretiennent une relation épistolaire continue avec eux,. Madame Quinet écrira par la suite : 

« C'est une famille adorée dans le pays, respectée des adversaires : depuis 89, chefs de la démocratie du Lauragais de père en fils. Depuis le conventionnel [Jean-Marie Calès], jusqu'au représentant de la Constituante [Godefroy Calès], tous républicains, hommes de cœur. Jules Calès, notre ami, est bien le digne fils d'un digne père. »

— Madame Edgar Quinet

### Son œuvre parlementaire
Partisan inconditionnel de la liberté d'expression, Calès s'oppose à toute loi restrictive contre la presse, telle que celle qui propose le rétablissement du cautionnement pour les journaux. Cependant, les 9 et 11 août 1848, l'assemblée vote en faveur de l'extension des délits de presse, d'une aggravation des peines encourues, et de l'augmentation du cautionnement. 
Calès est également toujours sensible à la question sociale qui s’est développée en France à partir du début du XIXe siècle. Il soutient donc sans surprise les insurrections de juin 1848. Ainsi, lorsque le 26 août 1848, l’assemblée propose des poursuites contre l'ancien membre du gouvernement provisoire Louis Blanc et l'ancien préfet de police Marc Caussidière qui sont accusés d'avoir participé aux émeutes, Calès s'oppose violemment à ce projet. Les poursuites sont néanmoins votées et maintenues par la majorité conservatrice. Blanc et Caussidière sont forcés de fuir en exil.
Il s'oppose également, le 1er septembre 1848, au projet de rétablissement de la contrainte par corps, qui avait été précédemment supprimée par le gouvernement provisoire. Elle est néanmoins rétablie par l’assemblée, même si légèrement assouplie. 

Humaniste par nature, Goderoy Calès est un fervent militant de l'abolition totale de la peine de mort. Son abolition partielle (en matière politique) avait été précédemment décrétée par le gouvernement provisoire en février 1848 à l'initiative de l'un de ses membres, le célèbre poète et écrivain Alphonse de Lamartine. Un projet d'extension à une abolition totale est débattu devant l'Assemblée nationale le 16 septembre 1848. Le principal orateur abolitionniste est Victor Hugo, qui, malgré l'appui de Calès et d'une petite partie de leurs collègues, n'arrive pas à convaincre la majorité de l'hémicycle. Le projet est repoussé (et cela jusqu'à l'adoption de la loi Badinter le 9 octobre 1981). 
À l'instar de son oncle Jean-Marie Calès, Godefroy se prononce pour un système de république dit « représentatif », fondé sur un pouvoir législatif parlementaire fort et un pouvoir exécutif non-personnalisé et limité. Aussi, le 6 octobre 1848, Godefroy Calès défend l'amendement Grévy qui propose que « l'assemblée nationale délègue le pouvoir exécutif à un citoyen qui prend le titre de président du conseil des ministres, élu pour un temps limité et qui est toujours révocable. » En effet, par cet amendement, le jeune républicain Jules Grévy veut combattre le projet d'une élection du président de la république au suffrage universel en proposant de faire élire un président de l’exécutif qui soit révocable par l'assemblée nationale, empêchant ainsi de légitimer le pouvoir d'une seule personne au-dessus de tout: mais suivant l'avis de Lamartine, la majorité des députés rejette l'amendement. La date de l'élection présidentielle est ainsi fixée au 10 décembre 1848.
Toujours ardent défenseur du progrès social dans la société, Calès vote avec les autres députés montagnards de l'assemblée, le 2 novembre 1848, en faveur du droit au travail, défendu par Ledru-Rollin. Néanmoins, la formule finale du compromis, due à Lamartine, fait à la république l'obligation de procurer du travail aux nécessiteux « dans les limites de ses ressources ».
Calès vote ensuite, le 25 novembre 1848, contre l'ordre du jour : « Le général Cavaignac a bien mérité de la patrie ». Accusé d’avoir laissé grandir l’insurrection de juin avant de l’écraser et d’avoir sacrifié des milliers de gardes nationaux, le général Cavaignac s’explique dans un débat public qui a lieu à l’assemblée le 25 novembre. Le débat tourne à son avantage et l’assemblée confirme à la presque unanimité le décret initial du 28 juin 1848. Godefroy Calès est avec Victor Hugo, l'un des trente-quatre représentants qui votent contre. 
Parmi les mesures sociales discutées à l'assemblée, Calès vote, le 27 décembre 1848, en faveur de la suppression de l'impôt sur le sel (contre l'avis du gouvernement) qui était demandée dans les régions d'élevage ; le 2 mai 1849, pour l'amnistie des transportés et, le 18 mai 1849, pour l'abolition de l'impôt des boissons.
Le 16 avril 1849, Calès s'oppose aux crédits alloués à « l'expédition de Rome » et à l'envoi d'un corps expéditionnaire commandé par le général Oudinot. Cette expédition est néanmoins votée par l'assemblée afin, initialement, de porter secours aux républicains romains insurgés contre les prétentions du pape Pie IX chassé de Rome et contre la domination autrichienne. Elle s'accompagne du vote d'un crédit de 1 200 000 francs pour les dépenses des trois premiers mois de l'opération, auquel s'opposent les socialistes dirigés par Ledru-Rollin. Calès signe en vain la demande de mise en accusation du président de la république Louis-Napoléon Bonaparte nouvellement élu et des ministres coupables d'avoir violé la constitution, : lors des semaines suivantes, les troupes françaises reçoivent l'ordre du Prince-président et d'Odilon Barrot d'écraser la révolution romaine menée par les républicains Giuseppe Mazzini et le général Garibaldi.

### Vers la dissolution de la Constituante
Godefroy Calès s'oppose vivement à la « proposition Rateau » : après l'élection de Louis-Napoléon Bonaparte à la présidence de la république le 11 décembre 1848, et la mise en place du gouvernement Odilon Barrot le 20 décembre 1848, le parti de l'Ordre souhaite profiter de son état de grâce et se débarrasser au plus vite des représentants républicains qui s'opposent au gouvernement de droite. Il appelle donc à la dissolution rapide de l'Assemblée Nationale Constituante de 1848 avant son terme, et à l'élection d'une nouvelle Assemblée législative. Appuyée par le gouvernement, la proposition Rateau est combattue des montagnards jusqu'à certains républicains modérés comme Alphonse de Lamartine, Adolphe Billault ou Jules Grévy, qui estiment que la tâche de la Constituante n'est pas terminée. Vivement discutée dès le 12 janvier 1849, la proposition est néanmoins définitivement adoptée le 29 janvier suivant. 
Le 26 mai 1849, l'Assemblée Nationale Constituante tient son ultime séance. Calès ne fait ni partie de l'Assemblée Nationale Législative de 1849 nouvellement élue, ni d'autres assemblées ultérieures. Il revient dans sa région de Villefranche-de-Lauragais et y poursuit ses activités médicales, jusqu’à son décès, le 25 juillet 1868, à l'âge de 69 ans.
De sa femme Léonie Alphonsine Zulmée Metgé, il a un fils Jean Jules Godefroy, né 24 juillet 1828, qui deviendra lui aussi médecin et qui sera élu maire de Villefranche-de-Lauragais en 1875, puis député de la Haute-Garonne sous la IIIe République en 1885.

## Généalogie
Godefroy Calès est :
- le neveu de Jean-Marie Calès (1757-1834), député à la Convention nationale (1792-1795) et au Conseil des Cinq-Cents (1795-1798).
- le neveu de Jean-Chrysostôme Calès (1769-1853), colonel de la Grande-Armée et baron d'Empire (et qui fut aussi un élu de l'éphémère Chambre des représentants mise en place lors des Cent-Jours par Napoléon Ier en 1815).
- le père de Jean Jules Godefroy Calès (1828-1889), député à la Chambre des députés (Troisième République) (1885-1889).

## Hommages
Le nom de Godefroy Calès ressurgit dans les années 1930, lors de l'apogée du parti radical en France. À la recherche d'une affirmation de son identité de gauche, la figure de Calès est singulièrement commémorée dans un article du « Radical », l'organe de presse du parti, le 11 mai 1930.
Une place de Villefranche-de-Lauragais porte son nom.

### Sources
- « Godefroy Calès », dans Adolphe Robert et Gaston Cougny, Dictionnaire des parlementaires français, Edgar Bourloton, 1889-1891 [détail de l’édition]
- « Godefroy Calès », sur Biographie sur le site de l'Assemblée Nationale (consulté le 27 avril 2018).
- « Godefroi Calès » dans la « Biographie nationale des contemporains rédigée par une société de gens de lettres », sous la direction de M. Ernest Glaeser, Éditeurs: Glaeser et Cie, Paris (1878). p. 85. Domaine public. Identifier: ark:/12148/bpt6k5861239f. Source: Bibliothèque nationale de France, département Collections numérisées, 2008-232271. Disponible sur le site de Gallica: https://gallica.bnf.fr/ark:/12148/bpt6k5861239f/f91.item.r=Cales
- « Godefroi Calès » dans le « Dictionnaire universel des contemporains contenant toutes les personnes notables de la France et des pays étrangers » par Louis-Gustave Vapereau. Librairie de L.Hachette et Cie, Paris (1858). p. 323. Domaine public. Disponible sur le site de Archive.org: https://archive.org/details/bub_gb_Dck5AAAAcAAJ
- « Godefroy Calès » dans « La grande encyclopédie : inventaire raisonné des sciences, des lettres et des arts » (Tome 8, p. 912), par une société de savants et de gens de lettres ; sous la dir. de MM. Marcellin Berthelot...Ferdinand-Camille Dreyfus et al. Éditeur :  H. Lamirault (Paris) puis Société anonyme de "La Grande encyclopédie" (Paris) (1885-1902) Contributeur :  Dreyfus, Camille (1851-1905). Identifier :  ark:/12148/bpt6k246438. Source :  Bibliothèque nationale de France. Disponible sur le site de Gallica.fr: https://gallica.bnf.fr/ark:/12148/bpt6k246438.image.langFR.f3.pagination
- « Traité de la pellagre et des pseudo-pellagres » ("Ouvrage couronné par l'Institut de France, Académie des Sciences, séance du 6 février 1865"), par Théophile Roussel, ed. JB Baillière et fils; 1866. Domaine public. Lire sur le site d'Archive.org; https://archive.org/stream/traitdelapella00rous#page/424/mode/2up [archive]